# Río Beauly

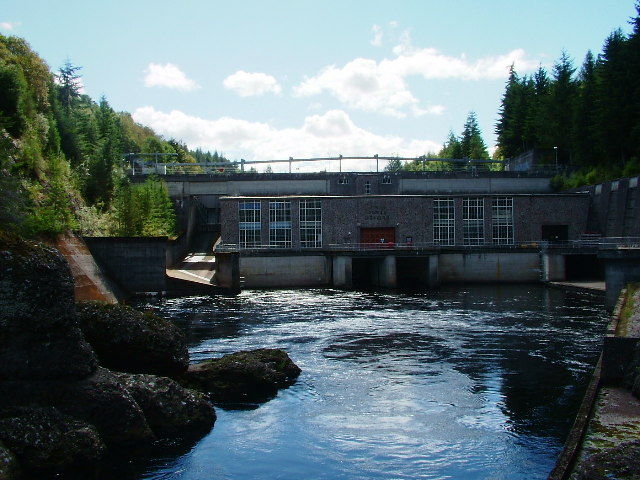
Hidroeléctrica Aigas

El río Beauly (en gaélico escocés: Abhainn nam Manach, pronunciado [avɪɲ nə hombreəx]) es un río en las Tierras Altas de Escocia, aproximadamente a 15 oeste de km de la ciudad de Inverness.
Mide cerca de 25 km de largo, empezando cerca del pueblo de Struy, en la confluencia del río Farrar y el río Glass (referencia de verja NH408399). Los meandros de río cuando fluye del este, pasando al del sur del pueblo de Beauly y al Beauly Firth.
El río fue conectado en 1814, cuándo Thomas Telford construyó el Puente Lovat aproximadamente 1 km al oeste del sur de Beauly. Este puente llevó el A9, la ruta principal del norte, hasta cuando  el Puente Kessock fue inaugurado en 1982. Un puente de ferrocarril a través del río en las afueras de Beauly estuvo construido en el 1860 para llevar el Ferrocarril Inverness & Ross-shire (ahora la Far North Line). Otro puente de carretera, cercano a Kilmorack, fue construido en el siglo XX.

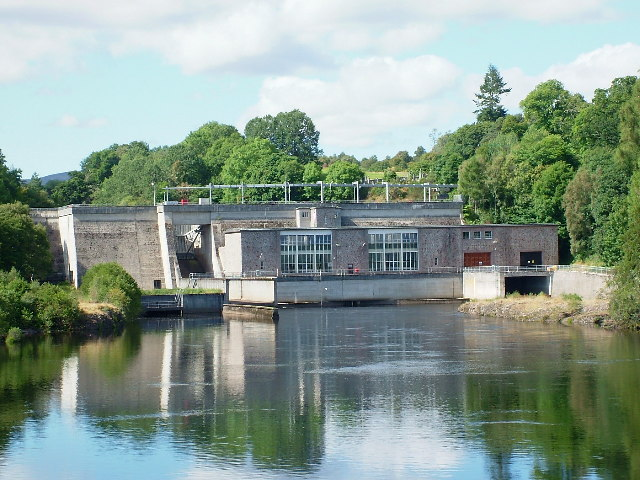
Hidroeléctrica Kilmorack

El río es parte del Affric-Beauly, con diques y estaciones de poder en Aigas y Kilmorack. Ambos tienen generadores de 20 MW e incluyen vías para permitir circular al salmón, la vía de Aigas es abierta a visitantes en el verano.
Eilean Aigas es una isla en el río.
- Datos: Q3440681
- Multimedia: River Beauly / Q3440681